# John Worbye
John Flemming Worbye (Frederiksberg, 27 gennaio 1941 – 13 settembre 1996) è stato un calciatore danese, di ruolo difensore.

## Carriera

### Club
Worbye inizia la carriera nell'Hvidovre, società con cui raggiunge la massima serie danese a partire dalla stagione 1965. Con i rossoblu vince il campionato 1966, prima affermazione nazionale del club. 
Con il suo club partecipò a varie competizioni europee, tra cui la Coppa delle Fiere 1966-1967, da cui furono eliminati dai tedeschi dell'Eintracht Francoforte, mentre l'anno seguente raggiunse gli ottavi di finale della Coppa dei Campioni 1967-1968, venendo eliminato agli ottavi di finale dagli spagnoli Real Madrid.
Nel 1968 si trasferisce in America, ingaggiato dagli statunitensi dei Washington Whips, con cui chiuse la stagione al secondo posto della Atlantic Division.
Terminata l'esperienza americana ritorna in Europa per giocare nel biennio 1970 e 1971 con gli svedesi del Karlskoga IF.
Nel 1972 torna all'Hvidovre, con cui vince il suo secondo campionato nella campionato 1973. Inoltre giocò anche nella Coppa UEFA 1972-1973, da cui fu eliminato con i suoi ai sedicesimi di finale dai tedeschi del Borussia M'gladbach.

### Nazionale
Worbye ha giocato 12 incontri con la nazionale danese tra il 1966 ed il 1967, indossando anche la fascia da capitano in otto occasioni. Tra le varie partite disputate, è da ricordare la vittoria in amichevole del 23 agosto 1967 per 14 a 2 contro l'Islanda, che è la peggior sconfitta in assoluto della nazionale di Reykjavík.

## Statistiche

### Cronologia presenze e reti in nazionale
| Cronologia completa delle presenze e delle reti in nazionale ― Danimarca | Cronologia completa delle presenze e delle reti in nazionale ― Danimarca | Cronologia completa delle presenze e delle reti in nazionale ― Danimarca | Cronologia completa delle presenze e delle reti in nazionale ― Danimarca | Cronologia completa delle presenze e delle reti in nazionale ― Danimarca | Cronologia completa delle presenze e delle reti in nazionale ― Danimarca | Cronologia completa delle presenze e delle reti in nazionale ― Danimarca | Cronologia completa delle presenze e delle reti in nazionale ― Danimarca |
| Data                                                                     | Città                                                                    | In casa                                                                  | Risultato                                                                | Ospiti                                                                   | Competizione                                                             | Reti                                                                     | Note                                                                     |
| ------------------------------------------------------------------------ | ------------------------------------------------------------------------ | ------------------------------------------------------------------------ | ------------------------------------------------------------------------ | ------------------------------------------------------------------------ | ------------------------------------------------------------------------ | ------------------------------------------------------------------------ | ------------------------------------------------------------------------ |
| 21-9-1966                                                                | Budapest                                                                 | Ungheria                                                                 | 6 – 0                                                                    | Danimarca                                                                | Qual. Euro 1968                                                          | -                                                                        |                                                                          |
| 26-10-1966                                                               | Copenaghen                                                               | Danimarca                                                                | 3 – 1                                                                    | Israele                                                                  | Amichevole                                                               | -                                                                        |                                                                          |
| 6-11-1966                                                                | Solna                                                                    | Svezia                                                                   | 2 – 1                                                                    | Danimarca                                                                | Campionato nordico di calcio 1964-1967                                   | -                                                                        |                                                                          |
| 30-11-1966                                                               | Rotterdam                                                                | Paesi Bassi                                                              | 2 – 0                                                                    | Danimarca                                                                | Qual. Euro 1968                                                          | -                                                                        |                                                                          |
| 24-5-1967                                                                | Copenaghen                                                               | Danimarca                                                                | 0 – 2                                                                    | Ungheria                                                                 | Qual. Euro 1968                                                          | -                                                                        | Cap.                                                                     |
| 4-6-1967                                                                 | Copenaghen                                                               | Danimarca                                                                | 1 – 1                                                                    | Germania Est                                                             | Qual. Euro 1968                                                          | -                                                                        | Cap.                                                                     |
| 25-6-1967                                                                | Copenaghen                                                               | Danimarca                                                                | 1 – 1                                                                    | Svezia                                                                   | Campionato nordico di calcio 1964-1967                                   | -                                                                        | Cap. 46’                                                                 |
| 23-8-1967                                                                | Copenaghen                                                               | Danimarca                                                                | 14 – 2                                                                   | Islanda                                                                  | Amichevole                                                               | -                                                                        | Cap.                                                                     |
| 24-9-1967                                                                | Oslo                                                                     | Norvegia                                                                 | 0 – 5                                                                    | Danimarca                                                                | Campionato nordico di calcio 1964-1967                                   | -                                                                        | Cap. 84’                                                                 |
| 4-10-1967                                                                | Copenaghen                                                               | Danimarca                                                                | 3 – 2                                                                    | Paesi Bassi                                                              | Qual. Euro 1968                                                          | -                                                                        | Cap.                                                                     |
| 11-10-1967                                                               | Lipsia                                                                   | Germania Est                                                             | 3 – 2                                                                    | Danimarca                                                                | Qual. Euro 1968                                                          | -                                                                        | Cap.                                                                     |
| 22-10-1967                                                               | Copenaghen                                                               | Danimarca                                                                | 3 – 0                                                                    | Finlandia                                                                | Campionato nordico di calcio 1964-1967                                   | -                                                                        | Cap.                                                                     |
| Totale                                                                   |                                                                          | Presenze                                                                 | 12                                                                       |                                                                          | Reti                                                                     | 0                                                                        |                                                                          |

## Palmarès
- Campionato danese: 2

Hvidovre: 1966, 1973